# Gyascutus allenrolfeae
Gyascutus allenrolfeae är en skalbaggsart som först beskrevs av Ruggero Verity 1978.  Gyascutus allenrolfeae ingår i släktet Gyascutus och familjen praktbaggar. Inga underarter finns listade i Catalogue of Life.